# 289P/Blanpain
289P / Blanpain, anteriormente conocido como D / 1819 W1 (Blanpain), es un cometa de período corto. Fue descubierto el 28 de noviembre de 1819 por el astrónomo francés director del observatorio de Marsella Jean-Jacques Blanpain. Posteriormente el cometa se perdió y recibió la designación 'D' (desaparecido). Sin embargo, en el año 2003, Marco Micheli y otros astrónomos calcularon los elementos orbitales del asteroide 2003 WY25 y encontraron coincidencias con el cometa perdido.  Otras observaciones de 2003 WY25 realizadas en el año 2005 por David Jewitt usando el telescopio de 2.2 m de la Universidad de Hawái ubicado el observatorios de Mauna Kea, apoyaron la teoría de que 2003 WY25 es el cometa perdido, o una parte de él. En julio de 2013 se estableció oficialmente como el cometa periódico 289P. El cometa podrá verse con más facilidad el 20 de diciembre de 2019 y el 14 de abril de 2025, coincidiendo con su paso por el perihelio.